# Iván Paskévich
Iván Fiódorovich Paskévich (en ucraniano: Іва́н Фе́дорович Паске́вич; 8 de mayojul./ 19 de mayo de 1782greg. en Poltava,  Ucrania - 1 de febrero de 1856 en Varsovia) fue un militar ucraniano al servicio del Imperio ruso. Por sus victorias fue nombrado Conde de Ereván en 1828, y naméstnik (gobernador general) de Polonia en 1831.

## Biografía
Nacido en Poltava de una conocida familia de la pequeña nobleza de cosacos ucranianos, siendo educado en la institución imperial rusa de pajes, donde progresó rápidamente, y en el año 1800 entró en el Ejército Imperial Ruso y recibió su destino en los Guardias, y fue nombrado ayudante de campo del zar. Su primer servicio activo fue en 1805, en el ejército auxiliar enviado para ayudar a Austria contra Francia, tomando parte en la batalla de Austerlitz. De 1807 a 1812, estuvo involucrado en la campaña contra los turcos, distinguiéndose por sus muchas brillantes y audaces proezas, siendo ascendido a oficial general a los 33 años. Estuvo presente en la guerra con Francia de 1812-1814, al mando de la 26.ª División de Infantería, en la mayoría de las más importantes batallas. En la batalla de Leipzig fue ascendido al rango de teniente general.
Con el inicio de la Guerra ruso-persa en 1826 fue nombrado el segundo al mando, y accediendo al año siguiente al Virreinato del Cáucaso, ganando rápida y brillantemente acciones que obligaron al Sha a pedir la paz en febrero de 1828. Como recompensa a sus servicios, fue nombrado por el emperador Conde de Ereván, y recibió un millón de rublos y una espada engarzada en diamantes. De Persia fue enviado a Turquía, y capturó en rápida sucesión las principales fortalezas, alcanzando al final de la campaña el rango de mariscal de campo a la edad de 47 años. En 1830, sometió a los habitantes de las montañas de Daguestán.

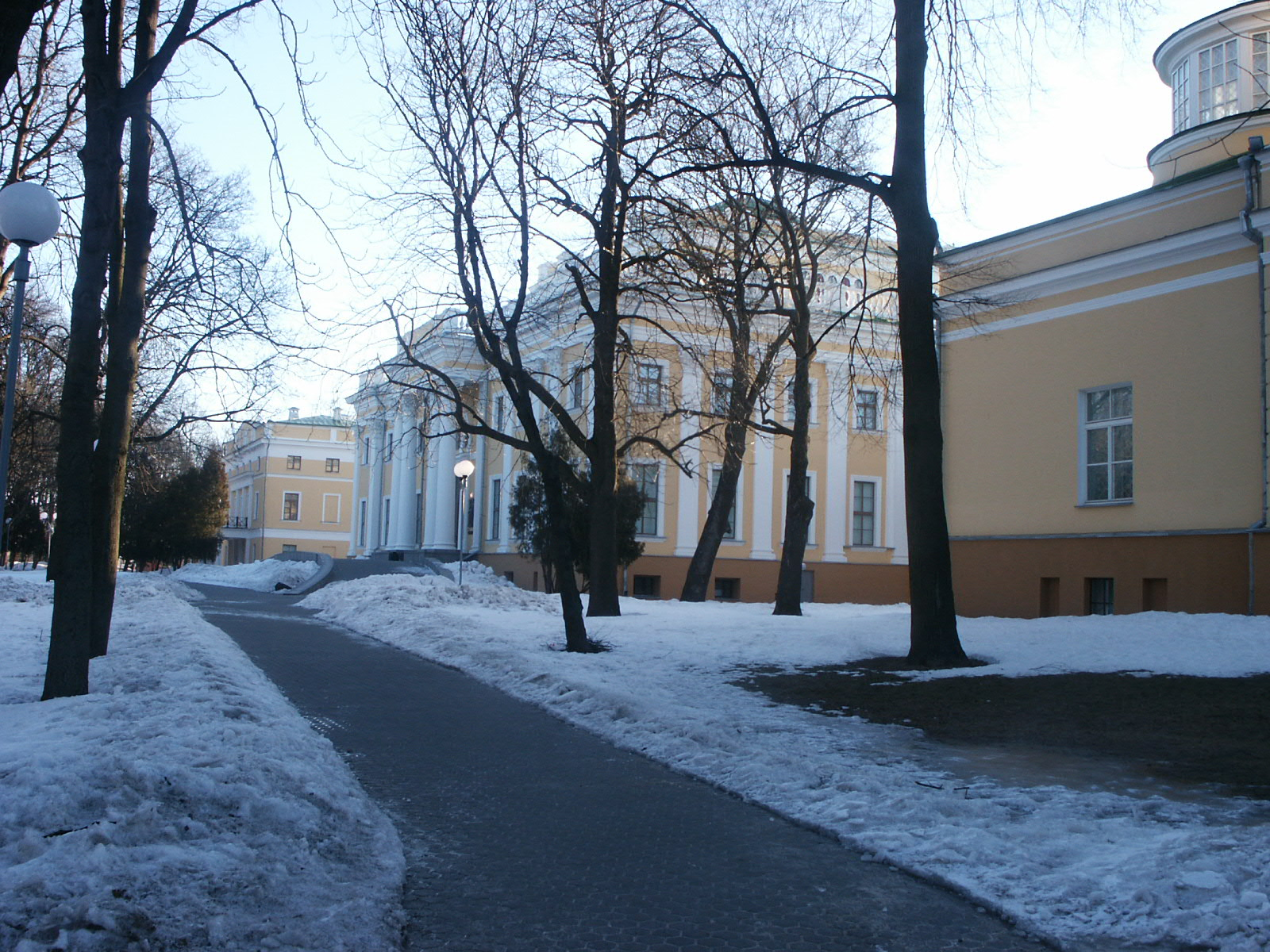
Palacio Paskévich en Gómel, Bielorrusia.

En 1831, se le confió el mando del ejército enviado a suprimir el Levantamiento de Noviembre en el Zarato de Polonia. Sus ejércitos aplastaron brutalmente a los insurgentes en el Gran Ducado de Lituania. Después de la caída de Varsovia, que dieron el golpe de gracia a las esperanzas de restauración de la independencia de Polonia, fue elevado a la dignidad de Príncipe de Varsovia, y premiado con el cargo de naméstnik de Polonia. Con un reino con autonomía limitada por el Estatuto Orgánico del Reino de Polonia, el periodo bajo el gobierno del naméstnik Paskévich es conocido como la "Noche de Paskévich", debido a la terrible represión política y económica, así como a la rusificación. Durante este periodo se inició bajo su mandato la construcción de la ciudadela de Varsovia.
Con el inicio de la Revolución Húngara de 1848, fue designado al mando de las tropas rusas enviadas en ayuda de Austria, y finalmente consigue la rendición de los húngaros en Világos.
En 1854, Paskévich tomó el mando del ejército del Danubio, el cual se enfrentó a los turcos en los momentos iniciales del conflicto, el cual, desembocó en la guerra de Crimea. A pesar el largo asedio de Silistra, Paskévich decidió abortar la campaña debido a las amenazas de intervención de Austria en la guerra. El 9 de junio sufrió una herida de combate que lo obligó a volver a Rusia, dejando el mando del ejército al general Mijaíl Gorchakov.
Paskévich murió en Varsovia, donde en 1869 un monumento fue levantado en su honor. Consiguió el rango de mariscal de campo en los ejércitos de los reinos de Prusia y Austria, así como en el suyo propio.